# Otto Gustaf Carlsund

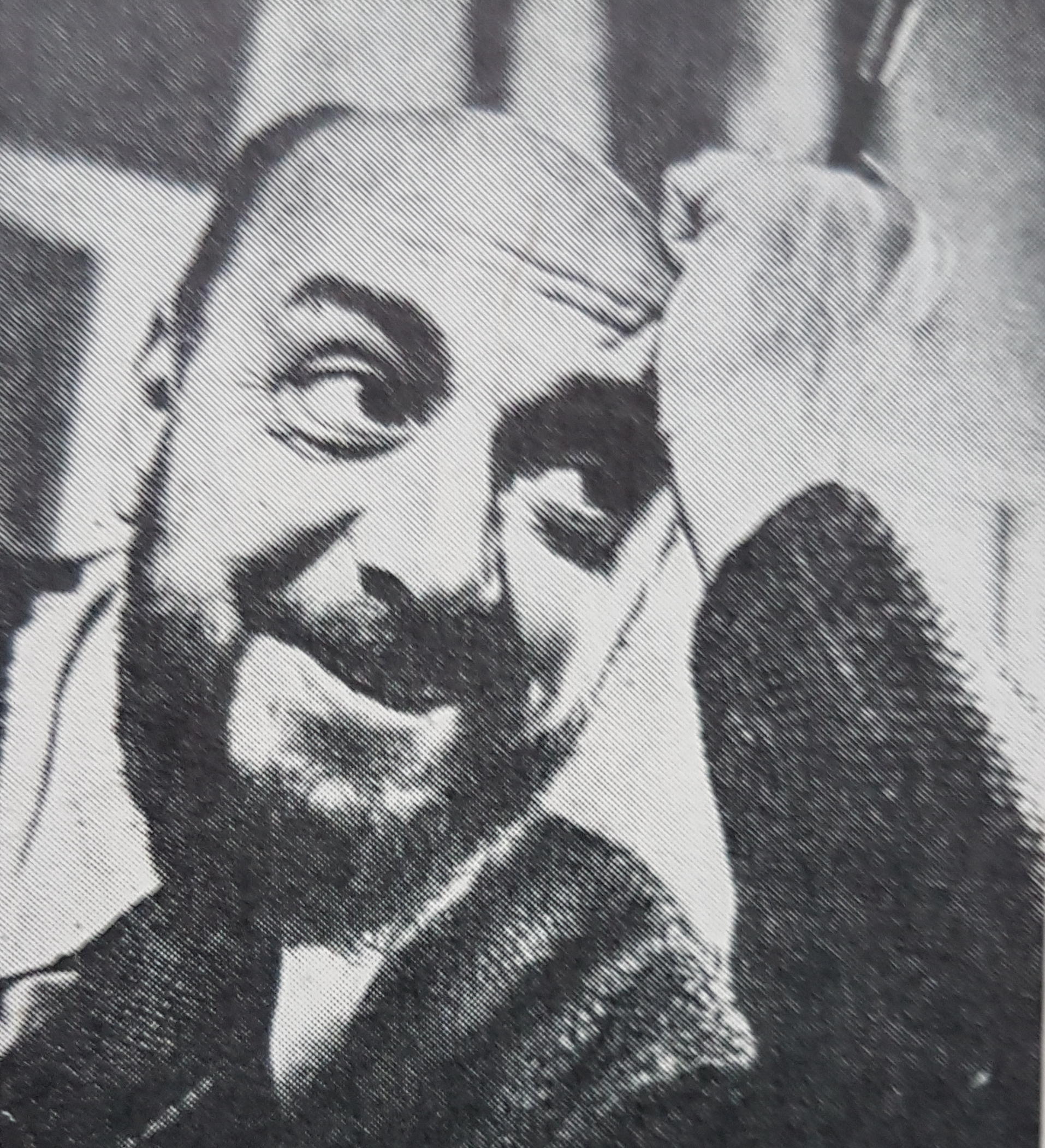
Otto Gustaf Carlsund

Otto Gustaf Carlsund (* 11. Dezember 1897 in St. Petersburg; † 25. Juli 1948 in Stockholm) war ein schwedischer Maler.

## Biographie
Otto Gustaf Carlsund wurde am 11. Dezember 1897 in St. Petersburg geboren. Im Jahr 1924 ging er nach Paris und erlernte das Künstlerhandwerk bei dem französischen Künstler Fernand Léger. Er hatte Kontakt zu den Künstlern Piet Mondrian und Theo van Doesburg. Zusammen mit letzterem gründete er 1929 die französische Künstlergruppe Art concret, welche sich der Abstrakten Kunst widmete.
1930 heiratete er die deutsche Schauspielerin Gertrud Welcker, welche er in seiner Zeit in Paris kennengelernt hatte. Sieben Jahre später erfolgte die Scheidung.
Carlsund starb am 25. Juli 1948 in Stockholm und wurde auf dem Friedhof Norra begravningsplatsen in Solna beigesetzt.
Otto Gustaf Carlsund gilt als einer der Hauptvertreter der schwedischen Abstrakten Kunst.

## Werke (Auswahl)

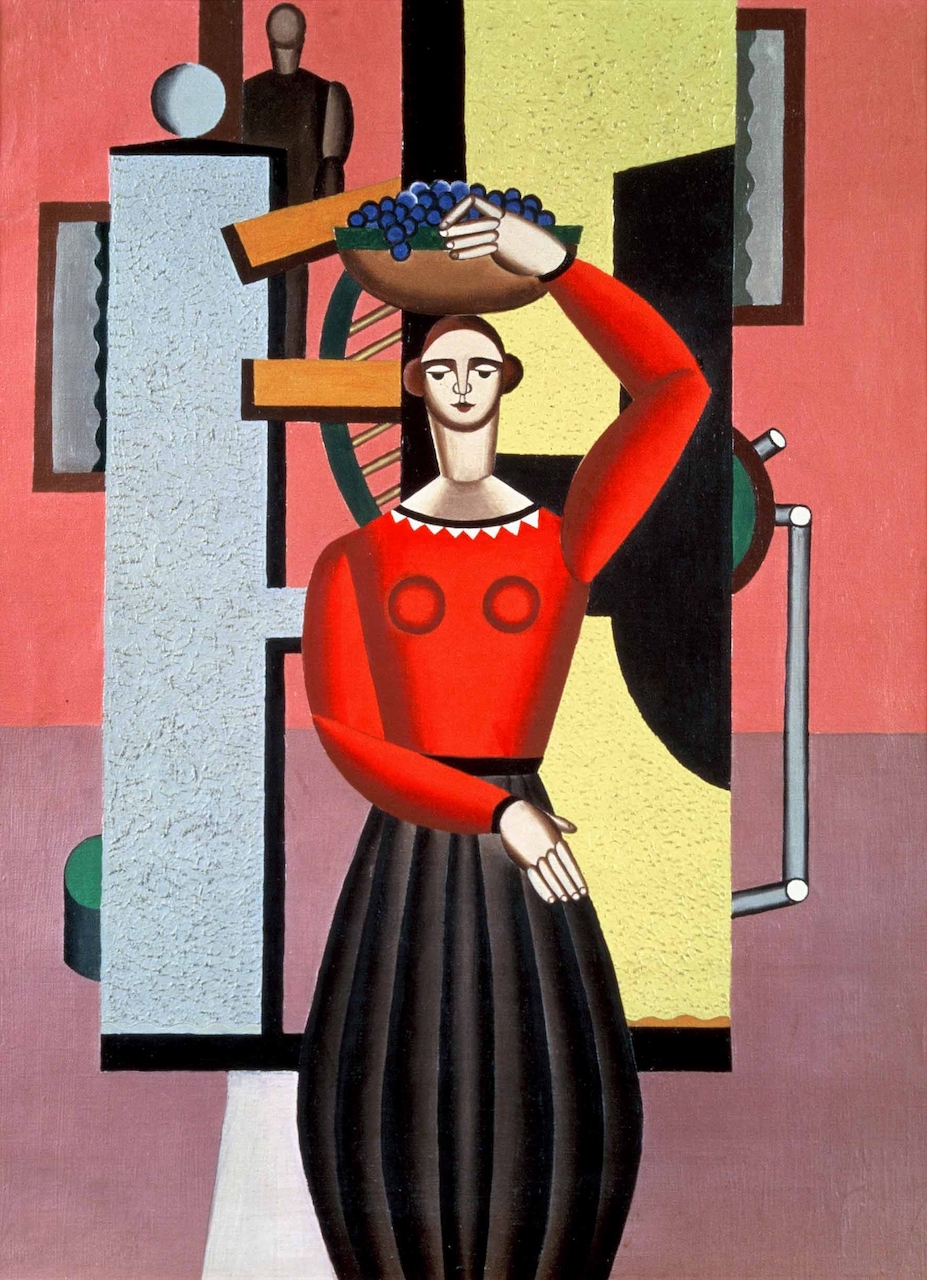
Vintage, 1924
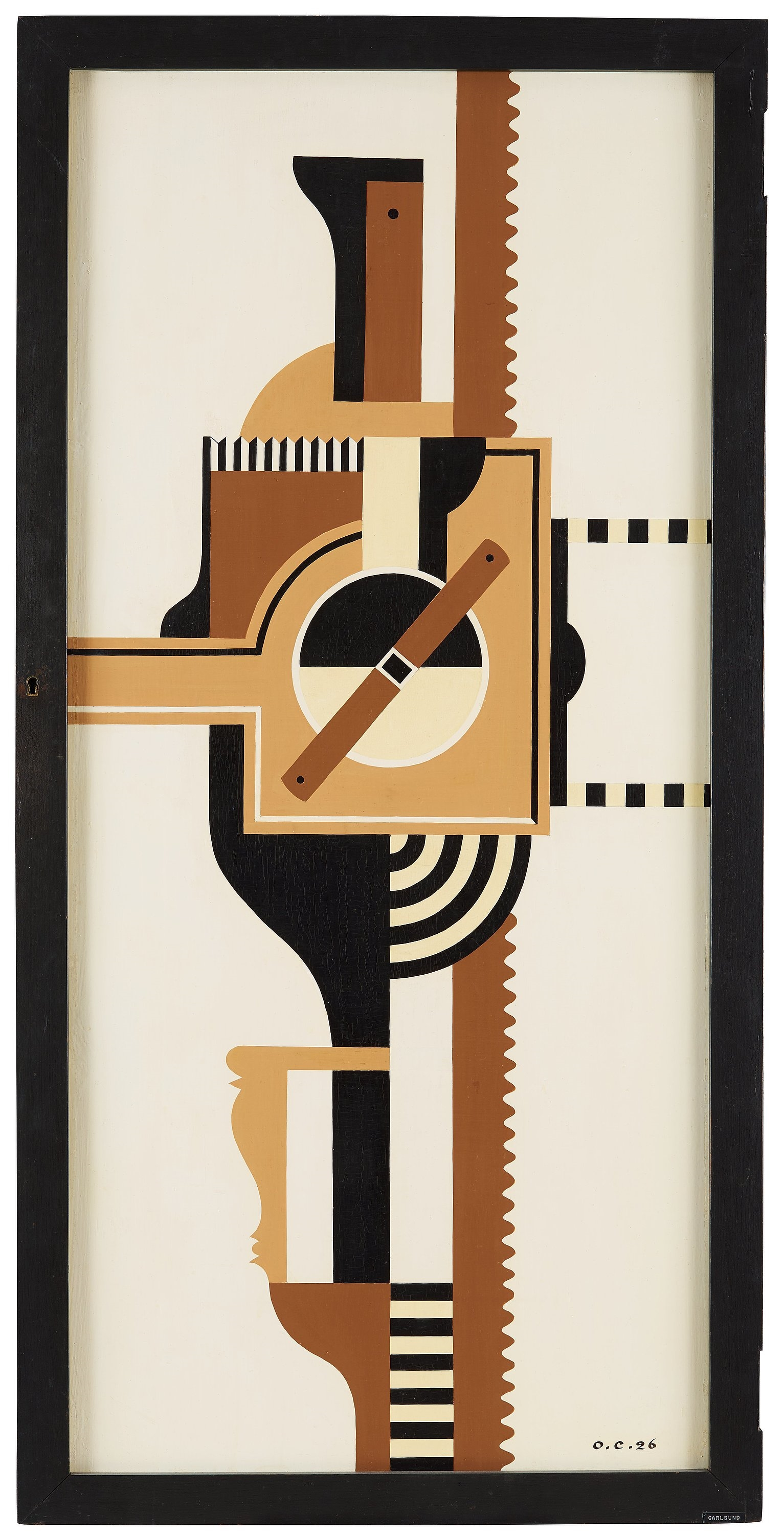
Brown Machinist, 1926
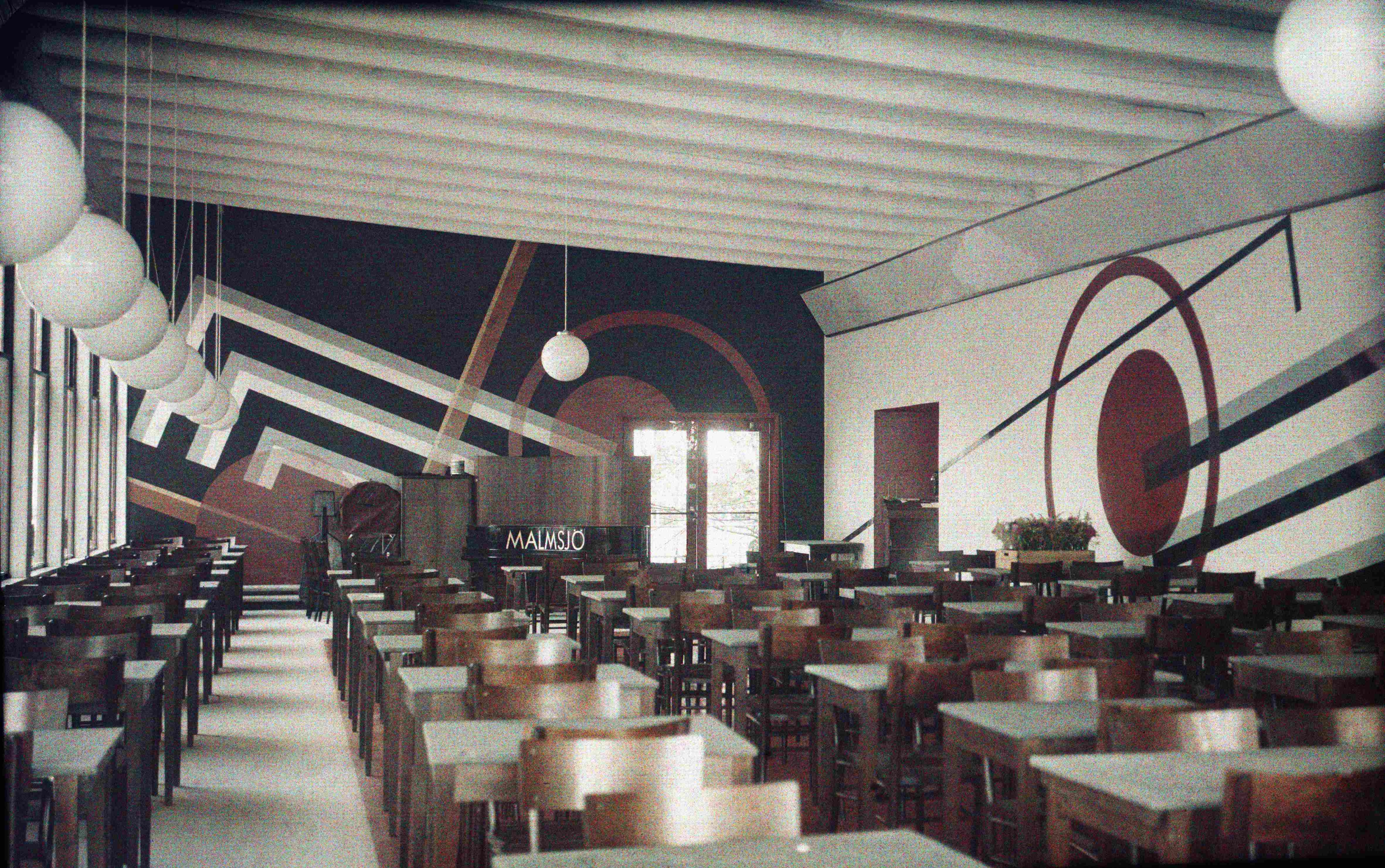
Innenmalerei im Restaurant Lilla Paris, 1930
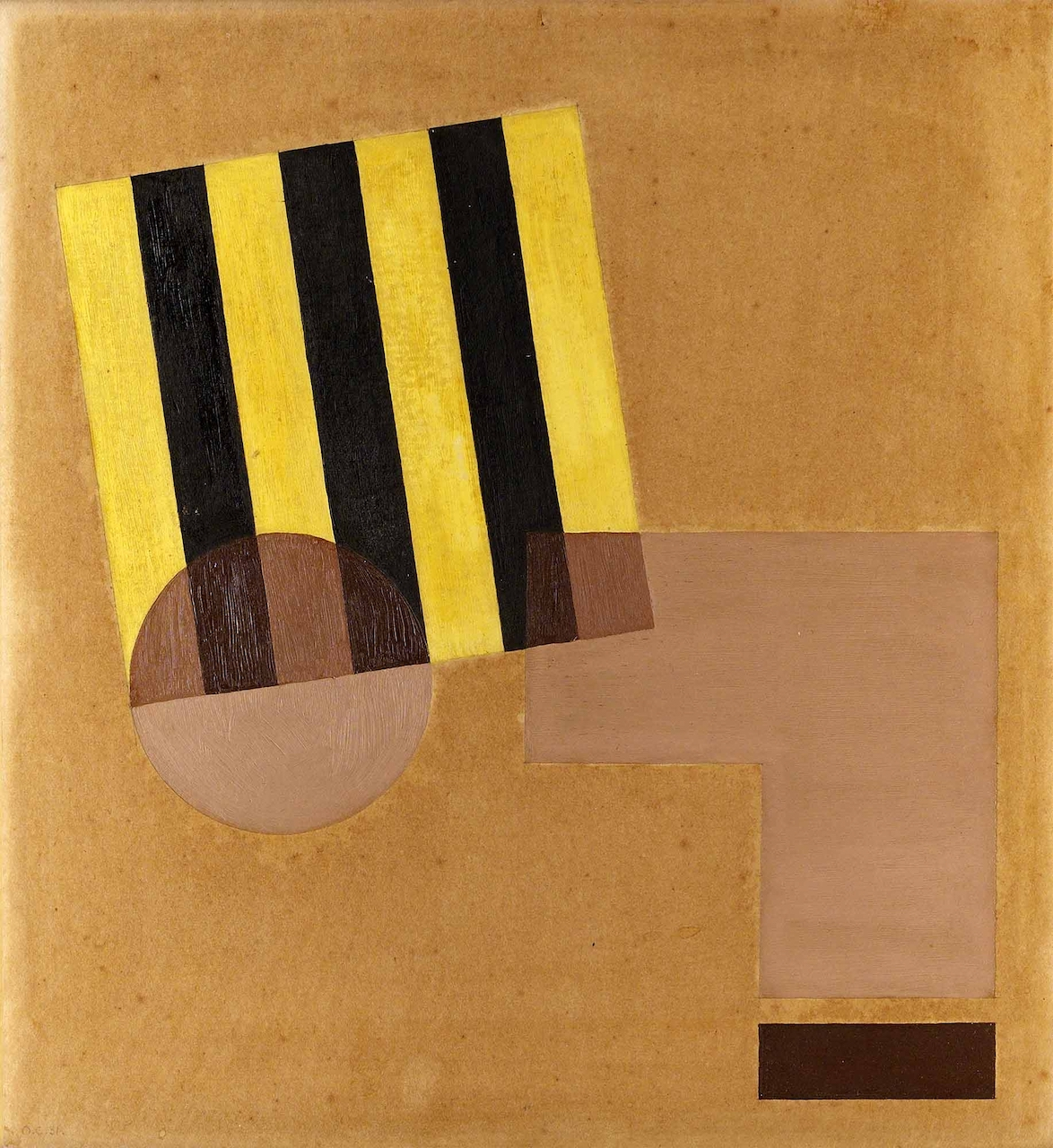
Construction, 1931
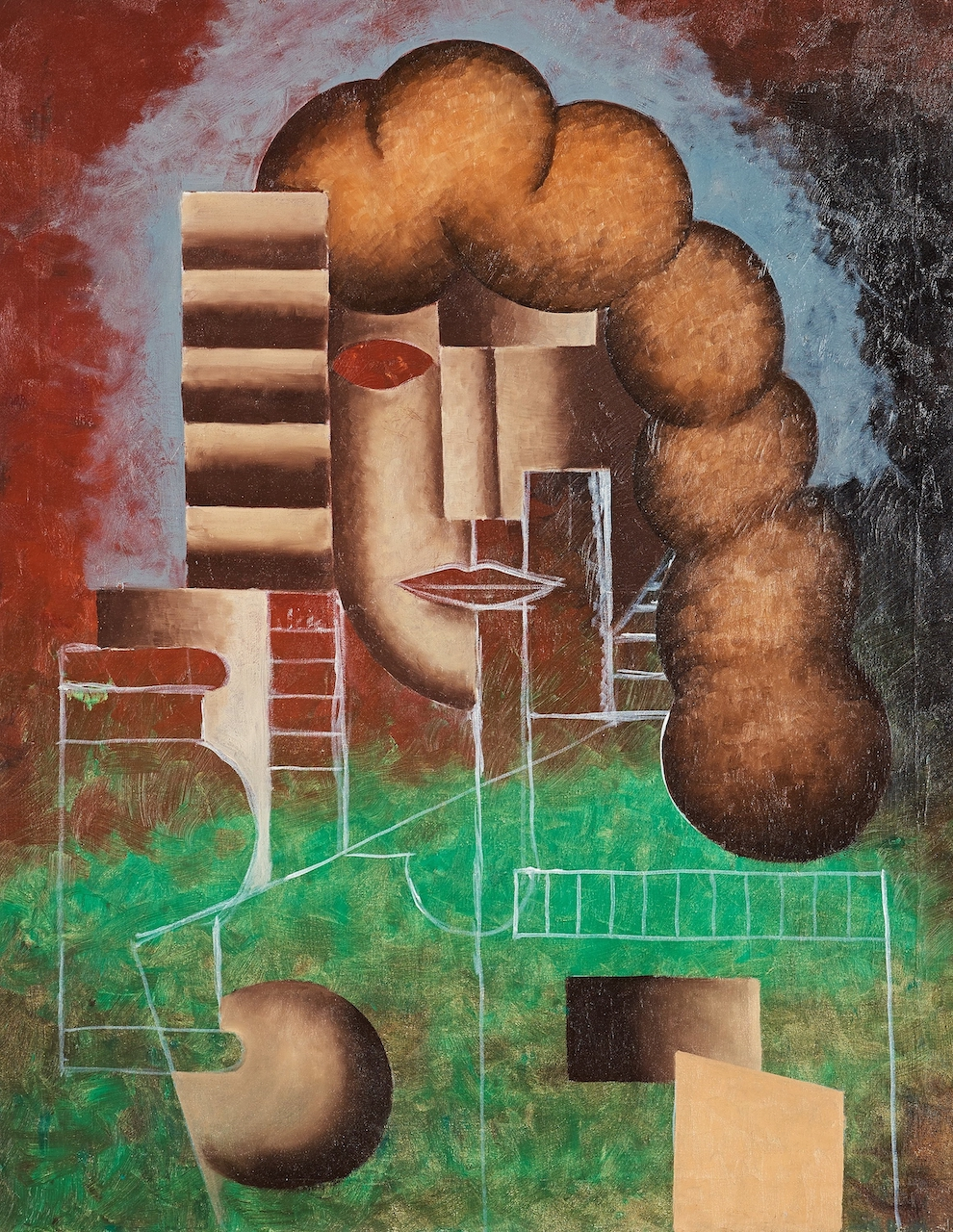
Factory